# Bakerloo
Bakerloo (nome original: The Bakerloo Blues Line) foi um trio inglês de heavy blues-rock, formado pelo guitarrista de Staffordshire David "Clem" Clempson, Terry Poole e outros no final da década de 1960, no auge da fama do The Jimi Hendrix Experience e do Cream. Apesar da fama do grupo ter durado apenas cerca de um ano (1968-9) e de ter lançado apenas um álbum, ele desempenhou um papel importante na história do gênero, especialmente ao ter em vista que os seus membros posteriormente passaram por bandas como Colosseum, Humble Pie, May Blitz, Graham Bond, Vinegar Joe, Judas Priest e Uriah Heep.

## História
O The Bakerloo Blues Line foi formado em fevereiro de 1968 por David "Clem" Clempson e Terry Poole, que tocaram com diversos músicos, incluindo John Hinch, antes da formação da banda estabilizar-se com Keith Baker. Empresariados por Jim Simpson, empresário do Earth (o futuro Black Sabbath), eles passaram a fazer parte da turnê britânica 'Big Bear Ffolly' com o Earth, Locomotive e Tea And Symphony. O grupo foi a banda de abertura para o debut do Led Zeppelin em 18 de outubro de 1968 no Marquee Club em Londres.
Após simplificar o nome do grupo para "Bakerloo", o grupo assinou um contrato com a Harvest Records na metade de 1969. O seu primeiro lançamento foi um single, "Drivin' Bachwards"/"Once Upon A Time" (HAR 5004) em julho do mesmo ano. O lado A era um arranjo de uma composição de J.S. Bach, Bourrée em mi menor. Essa gravação apareceu no mercado pouco antes do lançamento de uma música similar, Bourrée, do Jethro Tull, em seu segundo álbum Stand Up em agosto de 1969.
O lado A do single também apareceu em seu álbum auto-intitulado lançado em dezembro de 1969. O álbum Bakerloo (Harvest SHVL 762) foi também promovido pela inclusão do blues pesado, lento e longo "This Worried Feeling" na coletânea dupla promocional da Harvest chamada Picnic - A Breath of Fresh Air (coletânea famosa por trazer uma faixa inédita do Pink Floyd chamada "Embryo") e pelas gravações da BBC para o rádio. O álbum foi produzido por Gus Dudgeon. Last Blues era um heavy rock, Son of Moonshine um eletrizante blues pesado. Outras faixas continham elementos de progressivo, música clássica e jazz.
Entretanto, a evolução do grupo acabou quando Clempson aceitou o posto de guitarrista do Colosseum. Naquela altura Poole e Baker também seguiram adiante, formando o May Blitz com Jamie Black nos vocais e guitarra, e após isso integrando outras bandas, incluindo Graham Bond e Vinegar Joe no caso de Poole, e Uriah Heep no de Baker.

## Lista de músicas do álbum
1. Big Bear Folly
2. Bring It on Home (Willie Dixon)
3. Drivin' Bachwards
4. Last Blues
5. Gang Bang
6. This Worried Feeling
7. Son of Moonshine[2]

## Faixas bônus do relançamento em CD,Repertoire RecordsREP 4358
1. Once Upon a Time (b-side)
2. This Worried Feeling (alternate take, previously unreleased)